# تپه خم
تپه خم مربوط به دوره اشکانیان - دوره ساسانیان است و در شهرستان اسفراین، بخش بام و صفی آباد، دهستان بام، روستای دستجرد واقع شده و این اثردر تاریخ ۱۸ شهریور ۱۳۸۷ با شمارهٔ ثبت ۲۳۲۹۰ به‌عنوان یکی از آثار ملی ایران به ثبت رسیده است.